# KTP Kotka
El Kotkan Työväen Palloilijat (en español: Club de Futbolistas Trabajadores de Kotka), conocido por el acrónimo KTP Kotka, es un club deportivo con sede en Kotka, Finlandia. Su equipo de fútbol juega en la Veikkausliiga, primera categoría nacional. Cuenta además con un equipo de baloncesto (KTP Basket Kotka) y varias secciones deportivas.
El equipo de fútbol fue fundado en 1927 y fue campeón de la liga finlandesa en los años 1950. Después de un descenso administrativo en el 2000, su filial pasó a llamarse F. C. KooTeePee y se mantuvo como un club independiente durante trece años, hasta que en 2013 desapareció por motivos económicos y fue absorbido por el KTP.

## Historia
El equipo fue fundado en 1927 como un club deportivo vinculado a la Asociación de Deportistas Trabajadores de Finlandia (TUL), ligada al movimiento sindical, por lo que históricamente sus miembros han sido deportistas amateur. Los clubes de la TUL no formaron parte de la Federación de Fútbol de Finlandia hasta 1948. Desde entonces el KTP se convirtió en uno de los clubes más laureados de mediados del siglo XX, con dos campeonatos de liga (1951 y 1952) y cuatro Copas de Finlandia, la última de ellas en 1980. En sus filas destacó Arto Tolsa, uno de los primeros futbolistas finlandeses que hizo carrera en el extranjero.
Después de una serie de malos resultados en los años 1970 que le llevaron a divisiones inferiores, el KTP tuvo breves etapas en la máxima categoría: desde 1979 hasta 1983, y de nuevo entre 1999 y 2000. Ese mismo año el club deportivo declaró la bancarrota y fue descendido directamente al fútbol amateur. Pero su filial —que estaba entonces en Tercera División— se mantuvo como un club independiente y pasó a llamarse «KooTeePee». La nueva entidad, que contaba con una estructura semiprofesional, subió a la Veikkausliiga en 2003 y se mantuvo seis temporadas en la élite.
En 2013, el KooTeePee atravesaba problemas económicos y fue absorbido por el club deportivo KTP, al que cedió su plaza en Segunda División. Desde entonces el KTP ha logrado dos ascensos a la máxima categoría en 2015 y en 2020.

## Jugadores

### Altas y bajas 2023-24 (verano)
Altas 
| Jugador | Nacionalidad | Posición | Procedencia  | Tipo | Precio |
| ------- | ------------ | -------- | ------------ | ---- | ------ |
|         | Bandera de ? |          | Bandera de ? |      |        |

Bajas 
| Jugador | Nacionalidad | Posición | Destino      | Tipo | Precio |
| ------- | ------------ | -------- | ------------ | ---- | ------ |
|         | Bandera de ? |          | Bandera de ? |      |        |